# 阿马利娅·富恩特斯
阿马利娅·富恩特斯（Amalia Fuente ，1940年8月27日—2019年10月5日）是一位菲律宾女演员兼电影制片人，一共出演过130多部影片。 2013年退出电影圈后，她在韩国度假期间突发中风。 富恩特斯最終因心脏骤停和多器官衰竭去世。 